# LiMux
LiMux – Die IT-Evolution war ein Projekt der Stadtverwaltung München, das darin bestand, die rund 15.000 Arbeitsplatzrechner der städtischen Mitarbeiter mit freier Software zu betreiben. Das Kofferwort LiMux setzt sich aus Linux und München zusammen. Der Zusatz „Die IT-Evolution“ soll den Gegensatz zur „Revolution“, die einen scharfen Schnitt bedeutet hätte, hervorheben. „LiMux – Die IT-Evolution“ sollte eine langsame, aber kontinuierliche Entwicklung sein, die als Ziel eine modernere, den Anforderungen an den Arbeitsplatzrechner besser angepasste IT-Landschaft hatte.
Alle Arbeitsplätze nutzten seit 2009 OpenOffice.org und WollMux. Zweites Ziel war, bis 2013 bei über 80 % der Verwaltungs-PCs das Betriebssystem auf den LiMux Client umzustellen. Aufgrund der für die öffentliche Hand neuartigen Ausrichtung der Software-Beschaffung auf Open Source ist LiMux weltweit sporadisch in den Medien präsent und wird von der proprietären Software-Industrie und den Befürwortern freier Software gleichermaßen beobachtet.
Bis Anfang 2012 hatte die Stadt München nach eigenen Angaben mit dem LiMux-Projekt etwa 25 % der Kosten gegenüber einer Windows-Installation eingespart, des Weiteren hatte sich auch die Fehleranzahl verringert. Eine veröffentlichte Vergleichsrechnung vom November 2012 gab eine Einsparung von mehr als 10 Mio. Euro gegenüber einer vergleichbaren Microsoft-Lösung an. Im Dezember 2013 wurde die Umstellung erfolgreich abgeschlossen. Neben den Kostenersparnissen von über 11 Millionen Euro konnte die Stadt auch mehr Freiheit in der Softwareauswahl gewinnen.
2014 wurde eine Prüfung der gesamten IT-Infrastruktur eingeleitet, um festzustellen, welche Software die Kriterien der Stadt weitestgehend erfülle. Auslöser war die E-Mail-Anbindung eines Smartphones. Das LiMux-Projekt geriet in die Schlagzeilen, nachdem das Linux-basierte E-Mail-System der Stadt München ein komplettes Wochenende lang durch eine einzige E-Mail mit einer überlangen Betreff-Zeile lahmgelegt worden war. Als Ursache für den Ausfall wird ein Fehler in der eingesetzten kommerziellen Spamschutzsoftware UCEPROTECT vermutet, was der Hersteller UCEPROTECT-Orga vehement dementierte.
Ende November 2017 wurde vom Stadtrat beschlossen, das Projekt zu beenden und alle Rechner bis zum Jahr 2020 wieder auf Windows umzustellen.
Im Sommer 2020 legte die neue grün-rote Stadtregierung fest, ab 2021 wieder zum Open-Source-Konzept zurückzukehren. Dennoch wurde Limux 2022 auf den Arbeitsplatzrechnern durch Windows 10 und Microsoft Office ersetzt, und bis Ende 2023 soll LibreOffice von den Rechnern verschwinden.

## Geschichte

### Erste Umstellung zu Linux
Anlass für die Migration war das Ende des Supports für Windows NT 4 durch Microsoft Ende 2003. Dies erfordere die Ablösung des bis dahin genutzten Windows NT 4. Daher ließ München in einer Vorstudie (Clientstudie) fünf mögliche Konfigurationen der Verwaltungsdesktops unter den Gesichtspunkten Wirtschaftlichkeit, Technik und Strategie vergleichen, von reinen Microsoft-basierten Lösungen bis hin zu reinen Open-Source-Lösungen.
Die Studie ergab einen Gleichstand zweier Alternativen. Die Mehrheit des Münchner Stadtrates entschied sich für eine herstellerunabhängige IT-Strategie, um langfristig den Mittelabfluss selbst bestimmen zu können (= Kostenreduzierung). Der Beschluss besagte nicht, dass fortan nur Open-Source-Software eingesetzt, sondern dass diese bevorzugt werde. Betont wurde die Maßgabe, dass künftig zu entwickelnde oder öffentlich auszuschreibende Fachverfahren webbasiert implementiert werden, um eine zu starke Kopplung von Betriebssystem, Officesuite und Fachsoftware zu verhindern.
Im Winter 2003 reiste Steve Ballmer, Chef von Microsoft, nach München, um mit Oberbürgermeister Christian Ude über das Angebot seiner Firma in Höhe von 36,6 Millionen US-Dollar und die Nachteile eines Abschieds von Microsofts Betriebssystem zu sprechen. Er senkte den Preis zunächst auf 31,9 und dann auf 23,7 Millionen. Sein Angebot wurde jedoch abgelehnt.
Am 19. September 2006 begann man, Windows-Arbeitsplätze im Kernbereich der Stadtverwaltung durch ein angepasstes Debian mit K Desktop Environment 3 und OpenOffice.org abzulösen.
Die vielfache Linux-Installation lief durch die freie Software FAI automatisiert ab – konfiguriert durch die freie Software GOsa².
Am 16. Mai 2007 nahm Bürgermeisterin Christine Strobl für das IT-Projekt vom TÜViT das Zertifikat „Gebrauchstauglicher Basisclient“ entgegen. Der TÜV bestätigte nach einer umfangreichen Zertifizierung die Gebrauchstauglichkeit des LiMux-Basisclients als Benutzerschnittstelle für interaktive Computersysteme nach ISO-Norm 9241–110. „Entscheidend für diese Einschätzung war, dass mit der neu gestalteten und auf KDE 3 basierenden Oberfläche und den enthaltenen Zusatzprogrammen (u. a. […]) eine effektive, effiziente und zufriedenstellende Arbeit für die Mitarbeiterinnen und Mitarbeiter der Stadtverwaltung möglich ist“.

### Kosten der Umstellung
Eine nur in ihrer Zusammenfassung veröffentlichte und daher nicht nachprüfbare Studie von HP vom Januar 2013, die Microsoft in Auftrag gab, kam dagegen auf Mehrkosten von 43,7 Mio. Euro durch den Systemwechsel weg von Windows. Die Fachpresse kritisierte diese Studie aufgrund falscher Annahmen und fehlender Nachvollziehbarkeit. Die Stadt München selbst widerspricht der Studie und weist auf zahlreiche Mängel hin, die bereits in der Zusammenfassung ablesbar sind, ohne selbst die Details der Studie zu kennen. Die Stadt bewertet die Studie als nicht wissenschaftlich fundiert.
Auf dem LinuxTag im Mai 2013, circa zehn Jahre nach Projektbeginn, verkündete der Projektleiter von LiMux die Fertigstellung.

### Spekulationen zum Einfluss von Microsoft
Im November 2013 gab Microsoft bekannt, mit seiner Deutschland-Zentrale von Unterschleißheim nach München-Schwabing umzuziehen. Dadurch zahlt Microsoft die Gewerbesteuer an die Stadt München. Im Manager-Magazin wurde daher über einen Zusammenhang zwischen dem Umzug und einer Rückkehr zu Windows spekuliert.

### Diskussion der Probleme mit Linux
Im Februar 2014 wurde LiMux zu einem Thema bei der Münchener Oberbürgermeisterwahl. Sabine Nallinger sprach sich als Kandidatin der Grünen gegen Linux in der Münchener Stadtverwaltung aus. Sie behauptete, die Migration zu Linux hätte zu vielen Problemen in der Stadtverwaltung geführt, weshalb sie „eine Lösung, die funktioniert, egal mit welcher Software“ wolle. Einen Tag später relativierte die Wahlkandidatin ihre eigenen Aussagen bereits wieder.
Der seit 1. Mai 2014 amtierende Oberbürgermeister Dieter Reiter (SPD) galt als Microsoft-Fan und war als Wirtschaftsreferent involviert, als Microsoft Deutschland 2013 entschied, seine Zentrale von Unterschleißheim 2016 nach München zu verlegen. Im August 2014 gab Reiter eine Untersuchung zur IT-Infrastruktur der Stadtverwaltung in Auftrag. Auch der zweite Bürgermeister Josef Schmid (CSU) erklärte, eine Rückkehr zu Microsoft sei nicht ausgeschlossen. Karl-Heinz Schneider, Leiter des internen IT-Dienstleisters it@M erklärte, ihm seien keine Beschwerden oder Störungen bekannt, die über das normal zu erwartende Maß in einer Verwaltung dieser Größenordnung hinausgingen.

### Kritik der Alltagstauglichkeit von Linux-Notebooks
Ende Juli 2015 kritisierten die Stadträtin und Diplominformatikerin Sabine Pfeiler (CSU) und der seit 1982 mit Schwerpunkt Softwareentwicklung und IT-Beratung selbstständige Stadtrat Otto Seidl (CSU) in einem gemeinsamen Antrag an den Münchner Stadtrat die mangelnde Alltagstauglichkeit der 2014 für Stadträte neu beschafften Notebooks mit vorinstalliertem LiMux. Umständliche Bedienung, Inkompatibilitäten und fehlende Benutzerrechte seien der Grund, warum diese nur sehr beschränkt nutzbar seien. Bemängelt wurde, dass man Programme wie Skype nicht selbst installieren könne, was einen „normalen Gebrauch“ verhindere, weshalb ein großer Teil der beschafften Geräte „ungenutzt vor sich hin“ altere. Die beiden Stadträte beantragten, Windows-Lizenzen und Office-Pakete für die Notebooks anzuschaffen und „die Stadträte auch mit den nötigen Benutzerrechten auszustatten“.

### Rückkehr zu Windows / Microsoft
Im Februar 2017 beschloss der Stadtrat, bis Ende 2020 anstatt der Open-Source-Lösung einen Windows-Basis-Client mit „marktüblichen Standardprodukten“ zu entwickeln. Die Open-Source-Lösung hinke im Funktionsumfang mitunter kommerziellen Microsoft-Produkten hinterher. Andererseits sei sie mit Systemen außerhalb der Verwaltung nicht im gewünschten Maße kompatibel.
Ende September 2017 wurde das Informationsangebot zu LiMux von der Münchner Website genommen, obwohl der Stadtrat das Aus für LiMux noch nicht offiziell beschlossen hatte.
In einer Stellungnahme warnte die FSFE davor, einseitig Freie Software oder die Geschäftsgebaren der Firma Microsoft für das Scheitern verantwortlich zu machen. Das Problem in München sei vielmehr die starke Fragmentierung der IT und ein schlechtes Projektmanagement sowie eine unzureichende interne Kommunikation zwischen bayerischen Behörden.
Ende November 2017 beschloss der Stadtrat mit den Stimmen der großen Koalition, bis 2020 auf Windows umzustellen. Für Bürotätigkeiten und Internetanwendungen sollten „marktübliche Standardprodukte“ eingesetzt werden. Die Opposition kritisierte den „völligen Roll-Back zu Microsoft“ als „großes Beispiel für Geldverschwendung“.

### Open-Source-Präferenz des rot-grünen Stadtrats
Im Sommer 2020 folgte via Koalitionsvertrag des rot-grünen Stadtrats eine neue Ausrichtung zu freier Software. Die Landeshauptstadt München realisiert ab 2021 „selbst entwickelte Software unter Berücksichtigung aller relevanten und rechtlichen Faktoren als Open Source Lösungen und beschafft priorisiert Open-Source-Lösungen, wo immer technisch und finanziell sinnvoll“. Der Stadtrat plant 'Contribution Rules' in Anlehnung an andere Open-Source-Software-Organisationen zu erstellen und für den Ansatz „Öffentlich finanzierte Software öffentlich zugänglich machen“ in kommunalen Spitzenverbänden zu werben. Diese wurde am 5. Mai 2021 verabschiedet.

## Umsetzung
2003 bis 2004 wurde ein Feinkonzept für die Migration erarbeitet, die im Juni 2004 begann und Kosten in derselben Größenordnung wie eine Microsoft-Lösung haben würde. Die Migration wurde im Sommer 2004 unterbrochen, weil die Stadt die rechtlichen Auswirkungen von Softwarepatenten untersuchen wollte. Ab Ende 2006 startete die eigentliche Migration der Desktops.
Im Mai 2009 waren 1800 Arbeitsplätze auf Linux umgestellt, 12.000 nutzten OpenOffice. Im November 2010 waren 4000 Arbeitsplätze umgestellt, bis Ende 2010 waren es 5000. Mitte April 2011 war die Hälfte, Mitte August 7600, Mitte Dezember 2011 drei Viertel, April 2012 mehr als 10.000, Juni 2012 mehr als 11.000 und November 2012 11.700 der geplanten 12.000 PCs umgestellt. Die Stadt München hatte bis Oktober 2013 über 15.000 Desktop-PCs (von ca. 18.000 Desktops) von Windows NT 4.0 bzw. Windows 2000 und Microsoft Office auf das Betriebssystem Linux und OpenOffice.org umgestellt.
Die AG Usability der Projektgruppe befragte regelmäßig die Nutzer, um eine gute Anpassung an die Bedürfnisse der Mitarbeiter zu erreichen.

### Vorhandene Hardware
Laut einem Artikel im deutschsprachigen Linux-Magazin aus dem Jahr 2014, welches seinerseits die Münchner Stadtverwaltung selbst zitiert, wiesen 10 Jahre vorher (also etwa 2004) 50 % der Arbeitsplatzrechner CPUs mit weniger als 500 MHz auf und lediglich wenige Maschinen hatten mehr als 256 MB Arbeitsspeicher. Diese Hardware würde demnach nicht den Anforderungen des aktuellen Microsoft-Betriebssystems Windows 7 mit 1-GHz-CPUs und 1 GB Arbeitsspeicher entsprechen.

### Umstellung auf OpenOffice.org
Die Umstellung zu OpenOffice.org, teilweise bereits vorab unter Windows, wurde durch ein eigens entwickeltes Werkzeug, den Eierlegenden WollMux (kurz WollMux), flankiert. Die in Java geschriebene Anwendung kommuniziert mit OpenOffice.org über die UNO-Schnittstelle. WollMux löste einige in München mit Microsoft Office eingesetzte Anwendungen ab. Seine Hauptfunktionen waren:
Briefkopfsystem
Briefkopfvorlagen automatisch befüllen, stadtweites Erscheinungsbild einhalten, Vorzimmerfunktion
Formularsystem
Unterstützung der Sachbearbeiter beim Erstellen von Dokumenten auf Basis von Vorlagen, die bestimmte Eingaben erfordern, Vorlagenauswahl, automatisches Drucken verschiedener Ausfertigungen, automatisches Berechnen von Werten aus den Eingaben und Einfügen an entsprechenden Stellen
Textbausteinsystem
Unterstützung der Sachbearbeiter beim Erstellen von Dokumenten aus Textbausteinen
Hilfen für sachleitende Verfügungen
automatisches Erstellen und Drucken verschiedener Dokumentversionen mit entsprechenden sachleitenden Verfügungen
Seriendruck
eigenes Seriendruckmodul, da der Seriendruck von OpenOffice.org in vielen Bereichen die Bedürfnisse der Stadt München nur unzureichend abdeckt.
2007 waren über 8000 Nutzer mit dem Programm OpenOffice.org ausgestattet. Laut einem Sprecher des LiMux-Projektes sei die Zufriedenheit der Nutzer damit groß gewesen. Ab Mitte 2010 nutzten alle Büroarbeitsplätze OpenOffice.
WollMux ist seit Ende Mai 2008 als freie Software öffentlich verfügbar.

## Basisclient
Die Distribution für die Installation von LiMux auf einem Arbeitsplatzrechner wird als Basisclient (BC) bezeichnet.
Der Basisclient 4.1, vom August 2012, basiert wie der LiMux-Client 4.0 auf Ubuntu 10.04 LTS und KDE-Desktop 3.5. Er beinhaltet neben OpenOffice.org, Mozilla Thunderbird und Mozilla Firefox weitere Freie-Software-Produkte.
Die im November 2014 fertiggestellte Version 5.0 basiert auf Ubuntu 12.04 LTS und dem Desktop KDE SC 4.12.
Als Office-Anwendung wird LibreOffice in Version 4.1 ausgeliefert. Diese Version wurde mit über 300 Patches aktualisiert. Viele Patches flossen in neuere LibreOffice-Versionen ein. Zudem wurden Mozilla Firefox und Mozilla Thunderbird in der ESR-Version ausgeliefert. Beide Programme wurden mit KDE-Integrationsmodulen ausgestattet.
Der Basisclient 5.5 basierte auf Ubuntu 14 und KDE 4.14.3a, und bot LibreOffice 4.1 und Firefox 24 (optional 45.5.1).
Der Basisclient 6.0 basierte auf Kubuntu 18 bot u. a. KDE 5.44, GIMP 2.10, LibreOffice 5.2.8, WollMux 18, Chrome 80 und Firefox 60 ESR sowie 68; als PDF-Betrachter kommt statt dem Adobe Reader (der für Linux nicht weiterentwickelt wird) Okular zum Einsatz. Er war, wie auch die Vorgängerversionen, nicht multisessionfähig. Das rollout sollte 2020 abgeschlossen werden.
Die Entwickler von LiMux haben mittlerweile eine Version des Basisclient und Verteilservers veröffentlicht, die um proprietäre Komponenten bereinigt wurde.